# نادي آسو
نادي آسو الرياضي (بالكردية: یانەی وەرزشی ئاسۆ) هو فريق كرة قدم عراقي يقع مقره في أربيل، يلعب في دوري الدرجة الثالثة والدوري الكردستاني الممتاز. لعب النادي في دوري الدرجة الأولى في موسم 2004-05.

## التاريخ الإداري
- كامران جابر
- سرماند عزيز
- آمانج محمود

## روابط خارجية
- نادي آسو على موقع Goalzz.com
- أندية العراق- مواعيد التأسيس